# Относительная внутренность
Относительная внутренность множества — уточнение концепции внутренности, применяется при работе со множествами низкой размерности в пространствах высокой размерности. Для заданного множества {\displaystyle S} определяется как его внутренность в аффинной оболочке множества {\displaystyle S}:
{\displaystyle \operatorname {relint} S:=\{x\in S\mid \exists \varepsilon >0,N_{\varepsilon }(x)\cap \operatorname {aff} S\subseteq S\}},
где {\displaystyle \operatorname {aff} S} означает аффинную оболочку множества {\displaystyle S}, а {\displaystyle N_{\varepsilon }(x)} — шар радиуса {\displaystyle \varepsilon } с центром в {\displaystyle x}. Может быть использована любая метрика для построения шара: все метрики определяют одно и то же множество в качестве относительной внутренности.
Для любого непустого выпуклого множества {\displaystyle C\subseteq \mathbb {R} ^{n}} относительная внутренность может быть определена как:
{\displaystyle \operatorname {relint} C:=\{x\in C\mid \forall {y\in C}\;\exists {\lambda >1}:\lambda x+(1-\lambda )y\in C\}}.